# 緑色社民党
緑色社民党（りょくしょくしゃみんとう）は、韓国のミニ政党で政治的立場は中道左派。結成直後に行われた総選挙で敗北したため党を解散した。

## 概要
世界各国の環境政党が参加している国際組織であるグローバルグリーンズに加盟している韓国の環境保護政党である「緑色平和党」と、韓国労働組合総連盟（以下、韓国労総）を母体とする左派政党「韓国社会民主党」が2004年2月22日に統合全党大会を開催して、発足させた。同日の大会で代表最高委員に前社民党委員長のチャン・ギピョを、最高委員にパク・チャンファ、チャン・ヘフン前緑色平和党共同代表と、パク・ヨンホ韓神大学大学院長、カン・ソンチョン韓国労総自動車労連委員長、イビョンギュン韓国労総金属労連委員長を選出した。

## 17代総選挙での敗北と党解散
緑色社民党は、闘争よりも合理的な妥協を重視し、社会保障を通したより良い世の中を作ろうとする中道左派・社会民主主義のスタンスを採り、西欧や北欧の福祉国家をモデルとした。結成直後の2004年4月の第17代総選挙では、ウリ党とハンナラ党の二大政党体制に対抗出来うる第3極を形成すべく小選挙区で28名を擁立、比例代表にも6名の名簿をリストアップして、選挙戦を戦った。当初、韓国労総の組合員が多い、ソウル特別市銅雀区甲選挙区や蔚山広域市及び亀尾市などで4名、比例代表で2名程度の当選を予測していたが、小選挙区で最高4.9%、比例代表でも0.5%の得票率に留まり、当選者を一名も出すことが出来なかった。翌日、「我々は国民からの支持を受けることが出来なかった。数多くの難関を突破するには、緑色社民党はあまりに脆弱で無力であった」として、党最高委員と常任顧問が全員辞任することとなった。また政党登録要件として必要な有効得票率の2%を確保できなかったため、党清算委員会を構成して党を解散することになった。